# Hypoxylon diatrypeoides
Hypoxylon diatrypeoides är en svampart som beskrevs av Rehm 1907. Hypoxylon diatrypeoides ingår i släktet Hypoxylon och familjen kolkärnsvampar.   Inga underarter finns listade i Catalogue of Life.